# Scaphirhynchus
Scaphirhynchus Heckel, 1835 è un genere di storioni che comprende tre specie.

## Distribuzione e habitat
Le specie di questo genere sono endemiche dei fiumi Mississippi, Missorui e Alabama.

## Specie
- Storione pallido, Scaphirhynchus albus Forbes & Richardson, 1905
- Storione naso a pala, Scaphirhynchus platorynchus Rafinesque, 1820
- Storione dell'Alabama, Scaphirhynchus suttkusi Williams & Clemmer, 1991